# أدلفيا
أدلفيا (بالإيطالية: Adelfia)‏ هي بلدة وبلدية في مقاطعة باري في إقليم بوليا في جنوب إيطاليا.

## السكان
تطور النمو السكاني لـ أدلفيا

## وصلات خارجية
- الموقع الرسمي